# David Nash (Rugbyspieler)
David Nash (* 15. Juli 1939 in Monmouth, Monmouthshire; † 30. Oktober 2016) war ein walisischer Rugby-Union-Spieler und Trainer.
Nash spielte als Nummer Acht sechsmal für Wales. Sein Debüt gab er 1960 gegen Südafrika, das letzte Spiel spielte er 1962 gegen Frankreich. 1962 gehörte er zudem zum Kader der British Lions bei deren Tour durch das südliche Afrika. Bei den Tests gegen Südafrika und Britisch-Ostafrika kam er nicht zum Einsatz. Er spielte nur gegen die Leopards, das Currie-Cup-Team Nord-Transvaals sowie die Auswahl Rhodesiens.
1967 wurde Nash zum ersten hauptamtlichen Trainer der walisischen Nationalmannschaft. In den fünf Partien unter ihm gewann die Auswahl nur ein Spiel. Der walisische Verband entschied, ihn nicht mit der Mannschaft nach Neuseeland reisen zu lassen. Er trat daraufhin zurück und wurde durch Clive Rowlands ersetzt.